# Club Atlético Belgrano
O Clube Atlético Belgrano é um clube de futebol argentino sediado na cidade de Córdoba. Foi fundado em 19 de março de 1905. Atualmente joga na primeira divisão argentina.

## Nome

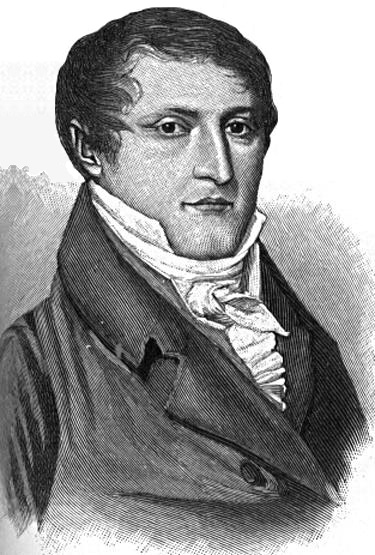
Manuel Belgrano

Seu nome é em honra a Manuel Belgrano, o criador da bandeira argentina.

## História

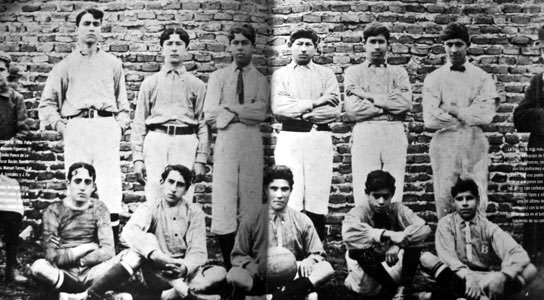
Time de 1906, o primeiro time do Belgrano.

Após conseguir diversos títulos provinciais, o clube foi o primeiro time de Córdoba em participar de uma competição oficial a nível nacional. Foi na segunda edição do chamado Torneo Nacional, no ano 1968. Depois de alguns anos de disputa, sagrou-se campeão do "Torneio Regional da AFA" em 1986, tornando-se assim o primeiro campeão da Província de Córdoba (em torneios organizados pela AFA), conseguindo classificação para a então nova segunda divisão chamada Nacional B.
Na temporada 1990/1991, ganhou o acesso à Primeira Divisão depois de vencer o Banfield na final (1x1 em Buenos Aires e 4x0 em Córdoba).
Apesar de ter sido rebaixado em 1996, voltou à elite dois anos depois, através do "Torneo Reducido", vencendo o Aldosivi com um pênalti cobrado por Luis Sosa. Manteve-se por mais quatro anos na elite e foi rebaixado novamente em 2002, após uma crise institucional desatada por grande dívidas das anteriores administrações do clube.
Na temporada 2005/2006, o clube novamente disputou a Primeira Divisão, classificando-se diante do Olimpo de Bahía Blanca em 4 de junho de 2006, onde uma grande caravana recebeu a equipe vitoriosa no dia seguinte, num feito pouco usual na história esportiva da cidade de Córdoba.
Ironicamente, a equipe voltou a ser rebaixada na temporada seguinte (depois de ficar em 19º no campeonato) e o Olimpo subiu diretamente, invertendo a ordem de 2006.
Num fato reconhecido internacionalmente, o time voltou a cima ao rebaixar o River Plate, no playoff de acesso-descenso do Campeonato Argentino, após ganhar de 2x0 a primeira partida e empatar a segunda (1x1 no Monumental de Núnez). Após os incidentes no Monumental o tribunal da AFA deu o jogo como ganho pelo Belgrano por 1x0, como sanção ao River.

## Títulos
| NACIONAIS | NACIONAIS                 | NACIONAIS | NACIONAIS |
|           | Competição                | Títulos   | Temporadas |
| --------- | ------------------------- | --------- | --- |
|           | Primera B Nacional        | 1         | 2022 |
| REGIONAIS |                           |           | |
|           | Competição                | Títulos   | Temporadas |
|           | Liga Cordobesa de Futebol | 27        | 1913, 1914, 1917, 1919, 1920, 1929, 1930, 1931, 1932, 1933, 1935, 1936, 1937, 1940, 1946, 1947, 1950, 1952, 1954, 1955, 1957, 1970, 1971, 1973, 1984, 1985, 2013 |

## Campanhas de destaque
- Primeira Divisão : 2º lugar - 2011, 2012.
- Segunda Divisão : 1º lugar - 2022
- Copa Centenario: 3º lugar - 1993
- Copa Argentina: Semifinalista - 2016.
- Copa Sul-Americana: Oitavas de final - 2016

## Torcida
O clube possui uma enorme torcida na região da cidade de Córdoba, onde fica a sede do clube, sendo considerada uma das fiéis e fanáticas torcidas do futebol argentino.

## Rivalidades
Seu maior rival é o tradicional Talleres, com o qual protagoniza o Clássico da Cidade. Também possui fortes rivalidades com o Instituto e o Racing de Córdoba.

## Estádio
O estádio próprio do Belgrano é Julio César Villagra, também conhecido como o Gigante de Alberdi. Com capacidade para 28.000 espectadores e leva o nome de um dos maiores futebolistas da história do clube.
O estádio provincial Mario Alberto Kempes com capacidade para 57.000 é uma alternativa para quando jogam partidas importantes que atraem grandes públicos.